# Vocaloid Editor for Cubase
Vocaloid Editor for Cubase(큐베이스용 보컬로이드 에디터)는 큐베이스 디지털 오디오 워크스테이션과 호환되도록 개조한 보컬로이드 에디터 버전이다. 

## 개요
이 소프트웨어는 새로운 보컬을 포함하지 않았지만, 보컬로이드 2와 보컬로이드 3 엔진 보컬을 사용할 수 있다. 이 버전의 장점은 큐베이스 소프트웨어와 완벽하게 연동되어 호환성 문제 없이 큐베이스 소프트웨어의 모든 기능을 활용할 수 있다는 점이다. 이 버전의 소프트웨어를 구매한 사람은 추가로 보컬로이드 3 또는 이후 Mac 버전인 보컬로이드 Neo를 구매할 필요가 없었다.
보컬로이드 Net이 공식적으로 개설되면서 이 소프트웨어 버전, 보컬로이드 3, 보컬로이드 Neo 및 iVocaloid 간의 데이터 교환이 가능해졌다. 이를 통해 프로듀서는 서로 다른 보컬로이드 소프트웨어 버전 간에 음악을 만들 수 있게 되었다. 나중에 보컬로이드 3 소프트웨어의 보컬로이드 Neo 버전에 맞춰져 Mac에서도 작동할 수 있게 되었다. Windows 또는 Mac 모두에서 작동하도록 설계되었지만, 현재 모든 Mac 버전의 보컬로이드와 마찬가지로 한 버전만 설치할 수 있었다. 
보컬로이드 3 개조의 마지막 버전인 1.0.3은 2013년 8월 5일에 출시되었다.
소프트웨어의 보컬로이드 4 버전에 대한 지원은 계속되고 있다. 이 버전의 소프트웨어는 Windows 또는 Mac에서 프로듀서가 사용할 수 있다. 그러나 보컬로이드 4 소프트웨어 에디터의 유일한 Mac 버전이다. 보컬로이드 3 소프트웨어 버전과 마찬가지로, 이 버전을 소유한 사람은 일반 보컬로이드 4 소프트웨어 버전을 추가로 필요로 하지 않으며 Windows 전용 호환 보컬은 Mac 버전에서 사용할 수 없다.
Vocaloid Editor for Cubase는 보컬로이드 5의 출시와 함께 4.5 버전으로 업데이트되었다.